# Manuela Haldner-Schierscher
Manuela Haldner-Schierscher (nascida a 26 de junho de 1971) é uma política da Lista Livre de Liechtenstein e membro do Landtag desde 2021.

## Biografia
Haldner-Schierscher cresceu em Schaan. É assistente social qualificada.
Nas eleições gerais de 2021, Haldner-Schierscher foi eleita no distrito eleitoral de Oberland com 1.597 votos. Durante a sessão 2021-25, ela actuará nos comités de política externa e seleção judicial do Landtag.